# Vapor de água

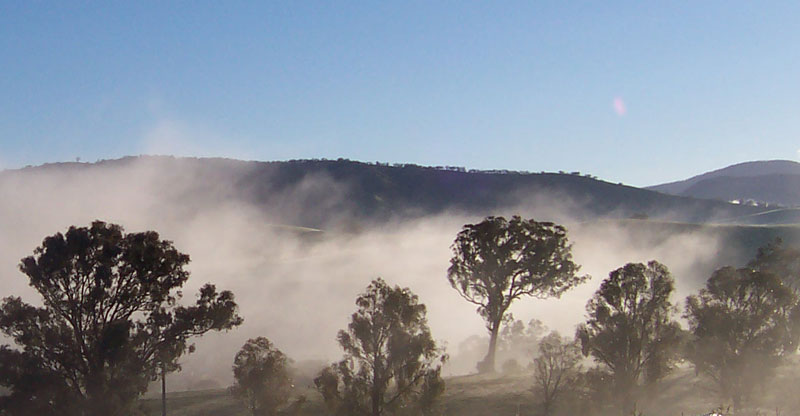
A neblina consiste em um fenômeno causado pela condensação do vapor d'água presente na atmosfera terrestre

Vapor de água ou vapor d'água é a própria água (H2O) em seu estado gasoso.
Encontra-se vapor d'água em suspensão no ar principalmente nas camadas baixas da atmosfera, cobrindo uma faixa de cerca de 5 km, onde se encontra a troposfera, exercendo o papel de regulador da entrada de radiação infravermelha na Terra e consequente controle da temperatura da superfície do planeta.
A quantidade de vapor varia muito em função das condições climáticas ocorrentes nas diferentes regiões do planeta, níveis de evapotranspiração e precipitação. Na climatologia e meteorologia utiliza-se a medida da umidade relativa do ar como parâmetro de comparação da quantidade de vapor d'água dispersa no local.
Quando o ar próximo a superfície entra em fase de precipitação, acaba por atingir uma temperatura inferior a do ponto de orvalho, o vapor d'água acaba se condensando e dando origem a diversos fenômenos, tais como neblina, orvalho ou geada.
O vapor de água é invisível, a névoa que é vista acima da água em ebulição na verdade é um conjunto de minúsculas gotas de água líquida.

## Formação

Água fervendo a 0°C usando uma bomba de vácuo (ver: Ponto triplo).

Quando fornecemos energia térmica a uma porção de água, o grau de agitação de suas moléculas aumenta, assim como sua pressão interna, e suas ligações interatômicas se tornam menos estáveis. Em determinado momento, a pressão interna do líquido supera a atmosférica, e a água começa a ebulir, formando uma "nuvem" que leva uma parcela do calor da água que ainda está no estado líquido, e paira ocupando um volume maior do que ocupava antes da ebulição.

## Propriedades
O vapor de água tem forma e volume que podem variar, então é amorfa e compressível. Carrega relativamente grandes quantidades de energia por unidade de massa.

## Perigos
Operar máquinas que exalam vapor, sem os equipamentos ou treinamento adequados, é obviamente estar suscetível a queimaduras. Ocorre que, devido a água precisar de muito calor para passar do estado líquido para gasoso, ela possui um alto calor latente de vaporização e carrega muita energia quando recém vaporizada, e pode carregar ainda mais dependendo de quanto calor a mais foi cedido ao vapor desde sua formação. Não é surpreendente então que acidentes envolvendo vapor são mais graves que envolvendo água quente, por mais quente que seja o líquido, se a exposição for igual em ambos os casos.

## Usos
A utilidade das propriedades do vapor de água são mais conhecidas na impulsão de máquinas como motores a vapor, inventados no final do século XVII, e aprimorados meio século mais tarde, que foram de grande importância na história da humanidade, sendo o estopim da primeira revolução industrial e posteriormente em turbinas a vapor. É usado na produção de compostos para uso industrial e combustíveis, por meio de reações entre o CO2 (dióxido de carbono) e o hidrogênio contido nas moléculas da água (ver: gás de síntese e reação de mudança do vapor de água). Também é usado em aparelhos de passar roupas a vapor, sistemas de calefação nos quais a água transfere o calor da caldeira via encanamento para os quartos de um estabelecimento, além de ser essencial para o funcionamento de uma sauna, que é propositalmente úmida, o que eleva seu índice de calor.

## Ponto crítico
A 374 ºC ou 218 atm o vapor de água passa para o estado de gás, que é o estado em que a coexistência entre líquido e vapor cessa, as moléculas movem-se da forma mais caótica possível, a propagação de ondas sonoras é mitigada, a capacidade térmica sobe vertiginosamente, enquanto a condutividade térmica despenca, e não se pode mais reverter a água de gás para líquido, ou sequer vapor, somente pela variação de temperatura ou pressão separadamente.